# Bo Arrhén
Bo Arrhén – szwedzki żużlowiec.
Brązowy medalista młodzieżowych indywidualnych mistrzostw Szwecji (Avesta 1987). Srebrny medalista mistrzostw Szwecji par klubowych (1988). Dwukrotny medalista drużynowych mistrzostw Szwecji: złoty (1989) oraz srebrny (1991). Czterokrotny finalista indywidualnych mistrzostw Szwecji (Kumla 1988 – XII miejsce, Eskilstuna 1989 – XII miejsce, Sztokholm 1990 – jako rezerwowy, Vetlanda 1991 – XIV miejsce).
Reprezentant Szwecji na arenie międzynarodowej. Finalista indywidualnych mistrzostw świata juniorów (Zielona Góra 1987 – IV miejsce). Wielokrotny uczestnik eliminacji indywidualnych mistrzostw świata (najlepsze wyniki: 1987 i 1988 – dwukrotnie XII miejsca w końcowych klasyfikacjach finałów szwedzkich).
W lidze szwedzkiej reprezentował barwy klubów: Gamarna Sztokholm (1984–1987), Sztokholm United (1988–1990) oraz Getingarna Sztokholm (1991).